# Jarzębia
Jarzębia – osada leśna w Polsce, położona w woj. mazowieckim, w pow. szydłowieckim, w gm. Szydłowiec.
Osada należy do sołectwa Sadek.
W 1975-1998 miejscowość należała administracyjnie do woj. radomskiego. Do 2012 osada znajdowała się w obszarze wsi Sadek.
W Jarzębii znajduje się stacja kolejowa Szydłowiec.